# Kamen Rider 555
Kamen Rider 555 (仮面ライダー555（ファイズ）, Kamen Raidā Faizu, Kamen Rider Faiz, Masked Rider Φ's, Phi's, ou Faiz) est une série télévisée japonaise de type Tokusatsu. Elle est la treizième série de la franchise Kamen Rider. Coproduite par la Toei et les productions Ishinomori, diffusée entre le 26 janvier 2003 et le 18 janvier 2004 sur TV Asahi, elle compte 50 épisodes et un film. Elle sera suivie de Kamen Rider Blade.

## Scénario
La corporation Smart Brain, la plus puissante de la terre, essaie de conquérir le monde en utilisant des Orphenoch, la « prochaine étape dans l'évolution de l'humanité », pour tuer discrètement la population humaine. Dans ce but, ils ont développé trois armures appelés Rider Gears (un pour Kamen Rider Delta, Kamen Rider Faiz et Kamen Rider Kaixa) pour trouver et protéger le roi Orphenoch qui peut réparer un défaut dans l'ADN des Orphenoch, celui-ci provoquant une dégénération de leur structure générique, et donc leur mort.
Les Rider Gears sont volés par Hanagata, l'Orphenoch Chèvre et ancien chef de Smart Brain. Il les envoie à ces enfants recueillis (surnommés les « Ryuseiji », d'après l'école où ils sont allés) pour qu'ils puissent empêcher les Orphenochs d'atteindre leur but. Mais les Rider Gears sont conçus pour être porté par des Orphenochs et les humains ne peuvent pas s'en servir sans subir des modifications génétiques.
Un jeune solitaire, Takumi Inui, est entrainé contre son gré dans le conflit entre les Orphenochs et les humains et Kamen Rider Faiz pour sauver la vie de Mari Sonoda, l'une des Ryuseiji. Smart Brain en fait sa cible pour récupérer le Faiz Gear.
Mais les Orphenochs sont divisés puisque ceux qui veulent vivre aux côtés des humains plutôt que les tuer, commencent à résister à Smart Brain qui, du coup, les cible eux aussi. La plupart de ces « rebelles » sont tués, restent neutres où choisissent d'aider les Ryuseiji contre Smart Brain.
Quand la police de Tokyo découvre que les Orphenoch sont derrière une série de meurtres bizarres, ils décident de combattre les monstres, ignorant le conflit qui se trame. Ils font des expériences sur des Orphenochs capturés afin de trouver un moyen de les détruire.
Le roi Orphenoch se réveille éventuellement dans un jeune homme appelé Teruo Suzuki, que Naoya Kaido et Keitaro Kikuchi ont sauvé et avec lequel ils sont devenus amis. Il faut alors que les utilisateurs des Rider Gears s'allient et combattre pour la survie de l'humanité.

## Riders
Tous les Kamen Riders de la série et des films ont pour lien d'avoir un nom dérivé d'une lettre grecque.
Les Riders de la série sont :
- Kamen Rider Faiz ;
- Kamen Rider Kaixa ;
- Kamen Rider Delta ;
- (Rio Troopers).

Les Riders exclusifs aux films sont :
- Kamen Rider Psyga ;
- Kamen Rider Orga.

### Paradise Lost
La première du film Kamen Rider 555 le Film : Paradise Lost (劇場版　仮面ライダー555　パラダイス・ロスト, Gekijōban Kamen Raidā Faizu: Paradaisu Rosuto) est sorti le 16 août 2003, en même temps que le film Bakuryu Sentai Abaranger. D'une durée de 81 minutes, il introduit de nouveaux personnages et Rider Gears.

### Hyper Battle Video
Kamen Rider 555 : Hyper Battle Video (仮面ライダー５５５（ファイズ）　ハイパーバトルビデオ, Kamen Raidā Faizu Haipā Batoru Bideo) montre une radiocassette appelée le Faiz Sounder développée par Smart Brain qui apparaît dans la blanchisserie dans laquelle travaillent Takumi, Mari et Keitaro. Elle oblige n'importe qui à chanter et danser. Le Faiz Sounder a été créé à la suite d'un concours pour Televi Magazine dans le but de trouver une nouvelle arme pour Kamen Rider Faiz.

### Live Stage-Show
Une adaptation théâtrale de Kamen Rider Faiz montre trois riders uniques appelés Alpha, Beta et Gamma.

## Rider Gears
| Ceinture           | Lettre grecque | Utilisateur principal |
| Série télé         | Série télé     | Série télé            |
| ------------------ | -------------- | --------------------- |
| Faiz Gear          | Φ              | Takumi Inui           |
| Kaixa Gear         | Χ              | Masato Kusaka         |
| Delta Gear         | Δ              | Shuji Mihara          |
| Riotrooper Gear    | Ο              | Naoya Kaido           |
| Film               |                |                       |
| Psyga Gear         | Ψ              | Leo                   |
| Orga Gear          | Ω              | Yuji Kiba             |
| Adaptation théâtre |                |                       |
| Alpha Gear         | α              | Actrice               |
| Beta Gear          | β              | Acteur                |
| Gamma Gear         | γ              | Acteur                |

L'équipement utilisé dans la série pour se transformer est appelé Rider Gear. Il a été créé pour être porté par les Orphenochs pour protéger leur roi. Chaque Rider Gear contient une ceinture appelée Driver utilisée pour créer une armure qui protège la personne qui la porte et amplifie sa force et ses capacités. Le thème de chaque armure est basé sur une lettre de l'alphabet grec dont s'inspire l'esthétique de l'armure. Les Gears possèdent un moyen de rentrer un code numérique, un clavier de téléphone portable pour la plupart, pour activer l'armure et plusieurs armes. Les effets sonores de la saisie d'un code dans les téléphones des Rider Gears seront plus tard référencés dans l'épisode 17 de Kamen Rider Kabuto.
La série télé se concentre sur trois Rider Gear différents : Faiz Gear, Kaixa Gear et Delta Gear. Pendant la série télé, Hanagata, le père adoptif des Ryuseiji et l'ancien PDG de Smart Brain essaie de créer plusieurs nouveaux Rider Gears, en utilisant deux personnes abandonnés pour tester les deux premiers Gears. Les deux ceintures ne vont pas pouvoir créer une armure et tueront leur porteur. Quand Itsuro Takuma de Lucky Clover met la troisième, elle le bloque pendant quelques secondes avant de se dissoudre. La quatrième se dissout avant même d'être porté. Le film Kamen Rider 555, Paradise Lost, introduit deux Rider Gear supplémentaires : Psyga Gear et Orga Gear.

### Armée des Riotroopers
La série montre un lot de ceintures produites en masse appelées Smart Buckle, qui permet à son porteur de se transformer en un Riotrooper générique. Les Riotroopers sont introduits dans le film puis ajoutés dans la fin de la série télé.

### Conventions de nommage
Chaque série de Rider Gear est protégée par un code en plus de n'être utilisable que par des Orphenochs. Ces codes, entrés par le téléphone de chaque Gear, sont une série de chiffres liés au thème de chaque Gear. Pour le Faiz Gear, le code est 5-5-5, équivalent à fives en anglais, proche phonétiquement du mot Faiz. Pour le Kaixa Gear, le code est 9-1-3, qui se lit Ka-I-Sa. Le téléphone du Delta Gear est activé par la voix mais est néanmoins codé avec 3-3-3, une référence à la lettre grecque delta.
Le même système que pour le Kaixa Gear est aussi utilisé pour le Psyga Gear où le code 3-1-5 se lit Sa-I-Go. L'Orga Gear, qui s'inspire de la lettre grecque Omega, la dernière lettre est associée au code 0-0-0.

## Orphenoch
Les Orphenochs sont les monstres de la série. Ils  sont ressuscités soit naturellement soit par Smart Brain avec des capacités physiques accrues et la possibilité de se transformer en monstres. Leur but est de détruire l'humanité, soit en transformant les autres humains en Orphenochs soit en les tuant. Néanmoins, il reste des Orphenochs qui souhaitent cohabiter avec les humains ; ceux-ci deviennent rapidement des cibles pour Brain.

## Distribution
- Takumi Inui (乾 巧, Inui Takumi?): Kento Handa (半田 健人, Handa Kento?)
- Mari Sonoda (園田 真理, Sonoda Mari?): Yuria Haga (芳賀 優里亜, Haga Yuria?)
- Keitaro Kikuchi (菊池 啓太郎, Kikuchi Keitarō?): Ken Mizorogi (溝呂木 賢, Mizorogi Ken?)
- Yuji Kiba (木場 勇治, Kiba Yūji?): Masayuki Izumi (泉 政行, Izumi Masayuki?)
- Yuka Osada (長田 結花, Osada Yuka?): Yoshika Kato (加藤 美佳, Katō Yoshika?)
- Naoya Kaido (海堂 直也, Kaidō Naoya?): Mitsuru Karahashi (唐橋 充, Karahashi Mitsuru?)
- Masato Kusaka (草加 雅人, Kusaka Masato?): Kohei Murakami (村上 幸平, Murakami Kōhei?)
- Shuji Mihara (三原 修二, Mihara Shūji?): Atsushi Harada (原田 篤, Harada Atsushi?)
- Rina Abe (阿部 里奈, Abe Rina?): Rie Kasai (河西 りえ, Kasai Rie?)
- Aki Sawada (澤田 亜希, Sawada Aki?): Gō Ayano (綾野 剛, Ayano Gō?)
- Teruo Suzuki (鈴木 照夫, Suzuki Teruo?): Kayato Watanabe (渡辺 彼野人, Watanabe Kayato?)
- Joji Soeno (添野 錠二, Soeno Jōji?): Taro Ishida (石田 太郎, Ishida Tarō?)
- Sawamura (沢村, Sawamura?): Koji Iwakawa (岩川 幸司, Iwakawa Kōji?)
- Hikaru Soeno (添野 ひかる, Soeno Hikaru?): Manami Miwake (三訳 真奈美, Miwake Manami?)
- Masahiko Minami (南 雅彦, Minami Masahiko?): Atsushi Ogawa (小川 敦史, Ogawa Atsushi?)
- J (ジェイ, Jei?): Kenneth Duria (ケネス・ヅリア, Kenesu Zuria?)
- Itsuro Takuma (琢磨 逸郎, Takuma Itsurō?): Jun Yamasaki (山崎 潤, Yamasaki Jun?)
- Saeko Kageyama (影山 冴子, Kageyama Saeko?): Waka (poésie japonaise) (和香, Waka?)
- Kitazaki (北崎, Kitazaki?): Ray Fujita (藤田 玲, Fujita Rei?)
- Smart Lady (スマートレディ, Sumāto Redi?): Hitomi Kurihara (栗原 瞳, Kurihara Hitomi?)
- Kyoji Murakami (村上 峡児, Murakami Kyōji?): Katsuyuki Murai (村井 克行, Murai Katsuyuki?)
- Hanagata (花形, Hanagata?): Koji Naka (中 康治, Naka Kōji?)
- Kazufumi Mizuno (水野 和史, Mizuno Kazufumi?): Kengo Ohkuchi (大口 兼悟, Ōkuchi Kengo?)
- Tetsuo Itagaki (板垣 哲生, Itagaki Tetsuo?): Atsushi Fukazawa (深沢 敦, Fukazawa Atsushi?)
- Takako Shimaji (島地 貴子, Shimaji Takako?): Chika Nakagami (中上 ちか, Nakagami Chika?)
- L'ombre de Teruo (照夫の影, Teruo no Kage?): Shun Kobayashi (小林 俊, Kobayashi Shun?)
- Orphenochs (オルフェノク, Orufenoku?, Voix): Katsumi Shiono (塩野 勝美, Shiono Katsumi?)
- Arch Orphenoch (アークオルフェノク, Āku Orufenoku?, Voice): Hiroshi Yanaka (家中 宏, Yanaka Hiroshi?)
- Narration, Voix des ceintures (ナレーション、ドライバー音声, Narēshon, Doraibā Onsei?): Takehiko Kano (假野 剛彦, Kano Takehiko?)

### Apparitions
- Chie Morishita (森下 千恵, Morishita Chie?, 1-2): Mika Katsumura (勝村 美香, Katsumura Mika?)
- Père de Yuji Kiba (木場 勇治の父, Kiba Yūji no Chichi?, 1): Shinichi Kase (加瀬 慎一, Kase Shinichi?)
- Mère de Yuji Kiba (木場 勇治の母, Kiba Yūji no Haha?, 1): Midori Takei (竹井 みどり, Takei Midori?)
- Akai (赤井, Akai?, 3-4): Katsuyuki Yamazaki (山﨑 勝之, Yamazaki Katsuyuki?)
- Eiichi Toda (戸田 英一, Toda Eiichi?, 5-6): Shigeki Kagemaru (影丸 茂樹, Kagemaru Shigeki?)
- Professeur (教授, Kyōju?, 7-8): Ichiro Ogura (小倉 一郎, Ogura Ichirō?)
- Gorgeous Man (ゴージャスな男, Gōjasu na Otoko?, 31-32): Masaki Tachi (舘 正貴, Tachi Masaki?)
- Crab Orphnoch (クラブオルフェノク, Kurabu Orufenoku?, 41-42, Voice): Satoshi Matsuda (松田 悟志, Matsuda Satoshi?)

### Cascadeurs
- Kamen Rider Faiz, Centipede Orphenoch (mille-pattes), Wolf Orphenoch (loup) : Seiji Takaiwa (高岩 成二, Takaiwa Seiji?)
- Kamen Rider Kaixa, Horse Orphenoch (cheval), Goat Orphenoch (chèvre) : Makoto Ito (伊藤 慎, Itō Makoto?)
- Kamen Rider Delta, Auto Vajin : Yoshifumi Oshikawa (押川 善文, Oshikawa Yoshifumi?)
- Crocodile Orpheenoch, Rose Orphenoch, Arch Orphenoch : Jiro Okamoto (岡元 次郎, Okamoto Jirō?)
- Crane Orphenoch (grue), Lobster Orphenoch (homard) : Takeshi Mizutani (水谷 健, Mizutani Takeshi?)
- Spider Orphenoch (araignée) : Naoki Nagase (永瀬 尚希, Nagase Naoki?)
- Snake Orphenoch (serpent) : Hideki Hato (葉都 英樹, Hato Hideki?), Keizo Yabe (矢部 敬三, Yabe Keizō?)
- Dragon Orphenoch : Jun Watanabe (ja) (渡辺 淳, Watanabe Jun?)

## Autour de la série
- Un jour férié auquel de nombreux fans de Kamen Rider participent sur Internet s'appelle "Kaixa Day", qui a lieu tous les 13 septembre (Jeu de mots sur le code de transformation du Kaixa Gear [9-1-3]). Les fans participent à une célébration de ce qu'est un "imbécile incorrigible" et font divers messages sur des forums qui se moquent ou célèbrent le personnage de Masato Kusaka.
  - Pour commémorer ce jour, le 13 septembre 2015, l'acteur de Masato, Kohei Murakami, est apparu en tant qu'invité dans une scène en plein air de Kamen Rider pour montrer sa pose de transformation dédiée à ses fans.